# Рист, Пипилотти
Пипилотти (Элизабет) Рист (нем. Pipilotti Rist; род. 1962) — современная художница швейцарского происхождения.
Известна созданием экспериментального видео-арта и инсталляций, в которых запечатлевает себя. Ее работы часто классифицируются как феминистские и описываются как сюрреалистическое, интимное, абстрактное искусство, сконцентрированное на женской телесности.

## Персональная жизнь и карьера
Элизабет Рист родилась в Грабсе, Швейцария. Ее отец — врач, а мать — учитель. В 1982 году она взяла псевдоним «Пипилотти», совместив свое детское прозвище «Лотти» с именем героя своего детства — Пеппи ДлинныйЧулок, персонажем Астрид Линдгрен.
До изучения искусства и кино Рист изучала теоретическую физику в Вене в течение одного семестра. С 1982 по 1986 год Рист изучала коммерческое искусство, иллюстрацию и фотографию в Венском университете прикладного искусства. Позже она изучала видео в Школе дизайна (Schule für Gestaltung) в Базеле, Швейцария. С 1988 по 1994 год она была членом музыкальной группы и перформанса Les Reines Prochaines. В 1997 году ее работы впервые были представлены на Венецианской биеннале, где она была удостоена премии Premio 2000. С 2002 по 2003 год преподавала в Калифорнийском университете в качестве преподавателя по приглашению профессора Пола Маккарти. С лета 2012 года по лето 2013 года Рист проводил творческий отпуск в Сомерсете.
Рист живет в Цюрихе, Швейцария, со своим партнером Бальсом Ротом, предпринимателем. У нее и Рота есть сын Хималая.
Рист представлена в галерее Hauser & Wirth вместе с другими широко известными современными женщинами-художницами, такими как Луиза Буржуа, Дженни Хольцер, Лорна Симпсон и Ева Гессен.
Ее первый полнометражный фильм «Пепперминта: Мятная штучка» был впервые показан на 66-м Венецианском международном кинофестивале в 2009 году. Рист описала сюжет как «молодая женщина и ее друзья в поисках правильных цветовых комбинаций, и с помощью этих цветов они могут освободить других людей от страха и сделать жизнь лучше».

## Влияние
На работу Рист Ever is over all («Когда-нибудь обо всем») ссылалась Бейонсе в фильме, сопровождающем ее альбом «Lemonade», в эпизоде когда певица идет по улице города с бейсбольной битой, разбивая окна припаркованных автомобилей